# اچ‌ام‌اس سندفلای (۱۷۹۴)
اچ‌ام‌اس سندفلای (۱۷۹۴) (به انگلیسی: HMS Sandfly (1794)) یک کشتی بود که طول آن ۸۰ فوت ۲ اینچ (۲۴٫۴ متر) بود. این کشتی در سال ۱۷۹۴ ساخته شد.